# Oyochrysa sanguinea
Oyochrysa sanguinea là một loài côn trùng trong họ Chrysopidae thuộc bộ Neuroptera. Loài này được Brooks miêu tả năm 1985.